# 第44回日本アカデミー賞
第44回日本アカデミー賞は2021年（令和3年）3月19日に授賞式が行われた日本の映画賞。優秀賞と新人俳優賞は1月26日に、話題賞は2月26日にそれぞれ発表された。

## 授賞式司会
- 羽鳥慎一（フリーアナウンサー）
- シム・ウンギョン（女優、前回最優秀主演女優賞を受賞）

## 受賞者

### 最優秀作品賞
- 『ミッドナイトスワン』

#### 優秀作品賞
- 『浅田家!』
- 『男はつらいよ お帰り 寅さん』
- 『罪の声』
- 『Fukushima 50』

### 最優秀アニメーション作品賞
- 『劇場版 鬼滅の刃 無限列車編』

#### 優秀アニメーション作品賞
- 『劇場版 ヴァイオレット・エヴァーガーデン』
- 『映画 えんとつ町のプペル』
- 『ジョゼと虎と魚たち』
- 『STAND BY ME ドラえもん 2』

### 最優秀監督賞
- 若松節朗『Fukushima 50』

#### 優秀監督賞
- 内田英治『ミッドナイトスワン』
- 河瀨直美『朝が来る』
- 土井裕泰『罪の声』
- 中野量太『浅田家!』

### 最優秀脚本賞
- 野木亜紀子『罪の声』

#### 優秀脚本賞
- 内田英治『ミッドナイトスワン』
- 中野量太、菅野友恵『浅田家!』
- 前川洋一『Fukushima 50』
- 山田洋次、朝原雄三『男はつらいよ お帰り 寅さん』

### 最優秀主演男優賞
- 草彅剛『ミッドナイトスワン』

#### 優秀主演男優賞
- 小栗旬『罪の声』
- 佐藤浩市『Fukushima 50』
- 菅田将暉『糸』
- 二宮和也『浅田家!』

### 最優秀主演女優賞
- 長澤まさみ『MOTHER マザー』

#### 優秀主演女優賞
- 小松菜奈『糸』
- 永作博美『朝が来る』
- 倍賞千恵子『男はつらいよ お帰り 寅さん』
- 広瀬すず『一度死んでみた』

### 最優秀助演男優賞
- 渡辺謙『Fukushima 50』

#### 優秀助演男優賞
- 宇野祥平『罪の声』
- 妻夫木聡『浅田家!』
- 成田凌『窮鼠はチーズの夢を見る』
- 星野源『罪の声』

### 最優秀助演女優賞
- 黒木華『浅田家!』

#### 優秀助演女優賞
- 江口のりこ『事故物件 恐い間取り』
- 後藤久美子『男はつらいよ お帰り 寅さん』
- 桃井かおり『一度も撃ってません』
- 安田成美『Fukushima 50』

### 最優秀撮影賞
- 江原祥二『Fukushima 50』

#### 優秀撮影賞
- 伊藤麻樹『ミッドナイトスワン』
- 河瀨直美、月永雄太、榊原直記『朝が来る』
- 近森眞史『男はつらいよ お帰り 寅さん』
- 山本英夫『罪の声』

### 最優秀照明賞
- 杉本崇『Fukushima 50』

#### 優秀照明賞
- 井上真吾『ミッドナイトスワン』
- 太田康裕『朝が来る』
- 土山正人『男はつらいよ お帰り 寅さん』
- 小野晃『罪の声』

### 最優秀音楽賞
- 梶浦由記、椎名豪『劇場版 鬼滅の刃 無限列車編』

#### 優秀音楽賞
- 岩代太郎『Fukushima 50』
- 亀田誠治『糸』
- 佐藤直紀『罪の声』
- 山本純ノ介『男はつらいよ お帰り 寅さん』

### 最優秀美術賞
- 瀬下幸治『Fukushima 50』

#### 優秀美術賞
- 磯見俊裕、露木恵美子『罪の声』
- 倉田智子、吉澤祥子『男はつらいよ お帰り 寅さん』
- 黒川通利『浅田家!』
- 我妻弘之『ミッドナイトスワン』

### 最優秀録音賞
- 柴崎憲治、鶴巻仁『Fukushima 50』

#### 優秀録音賞
- 伊藤裕規『ミッドナイトスワン』
- 加藤大和『罪の声』
- 岸田和美『男はつらいよ お帰り 寅さん』
- ロマン・ディムニー、森英司『朝が来る』

### 最優秀編集賞
- 石井巌、石島一秀『男はつらいよ お帰り 寅さん』

#### 優秀編集賞
- 上野聡一『浅田家!』
- 廣志良『Fukushima 50』
- ティナ・バズ、渋谷陽一『朝が来る』
- 穗垣順之助『罪の声』

### 最優秀外国作品賞
- 『パラサイト 半地下の家族』

#### 優秀外国作品賞
- 『スター・ウォーズ/スカイウォーカーの夜明け』
- 『フォードvsフェラーリ』
- 『1917 命をかけた伝令』
- 『TENET テネット』

### 話題賞

#### 俳優部門
- 小栗旬 『罪の声』

#### 作品部門
- 『劇場版 鬼滅の刃 無限列車編』

### 新人俳優賞
- 服部樹咲『ミッドナイトスワン』
- 蒔田彩珠『朝が来る』
- 森七菜『ラストレター』
- 岡田健史『望み』『ドクター・デスの遺産-BLACK FILE-』『弥生、三月-君を愛した30年-』
- 奥平大兼『MOTHER マザー』
- 永瀬廉『弱虫ペダル』

### 協会特別賞
- 池端松夫
- 安彦良和
- 納富貴久男

### 会長功労賞
- 石原まき子
- 小山明子
- 鈴木達夫
- 前田米造
- 吉行和子

### 会長特別賞
- 宍戸錠
- 大林宣彦
- 渡哲也

### 協会栄誉賞
- 岡田裕介

## 授賞式中継
テレビ・ラジオの放送はスタジオ部分は生放送となるが、授賞式部分は事前収録での放送。またインターネット配信は全編生放送。時間はJST。

### テレビ
- 日本テレビ系列
  - 3月19日（金）21:00 - 22:54
  - スタジオ部分にはナビゲーターとして坂上忍（俳優・タレント）、進行として水卜麻美（日本テレビアナウンサー）、会場でのインタビュアーとして岩田絵里奈（日本テレビアナウンサー）がそれぞれ出演。
- 日テレプラス（CS放送）
  - 3月20日（土）21:00 - 23:00（地上波版の再放送）
  - 4月3日（土）21:00 - 24:30（未公開シーンを加えた完全版）

### ラジオ
- ニッポン放送（NRN系列14局ネット）
  - 3月19日（金）27:00 - 29:00[3] 『オールナイトニッポン0(ZERO)〜第44回日本アカデミー賞スペシャル〜』として放送。
  - スタジオ部分のパーソナリティおよび会場での取材MCとして垣花正（フリーアナウンサー）、アシスタントとして前島花音（ニッポン放送アナウンサー）が出演。

### インターネット
- 日本テレビ公式Youtubeチャンネル
  - 3月19日（金）14:30頃 - 15:00頃 ※レッドカーペット部分のみ配信。
  - スタジオ部分には有村昆（映画コメンテーター）、後藤晴菜（日本テレビアナウンサー）が出演。